# Vlie
Die Vlie (westfriesisch Fly) oder auch der Vliestroom ist ein niederländisches Seegatt im Wattenmeer zwischen den westfriesischen Inseln Vlieland im Südwesten und Terschelling im Nordosten. 

## Geschichte

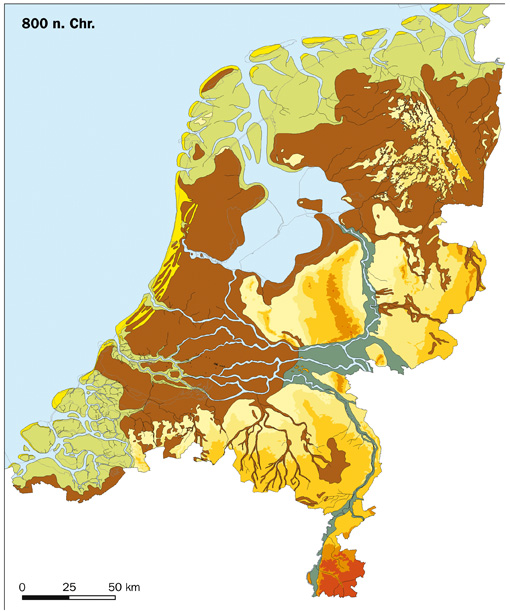
Der Binnensee Almere mit der Vlie zur Nordsee im frühen Mittelalter

Die Vlie bezeichnet heute das Seegatt im Wattenmeer, im frühen Mittelalter sah das Seegebiet aber noch ganz anders aus. Um 800 n. Chr., also noch vor dem Entstehen der Zuidersee, verband die Vlie als schiffbarer, schmaler Meeresarm das Wattenmeer der Nordsee mit dem Binnensee Almere, einem Vorläufer der Zuidersee. Über beide entwässerte die IJssel in die Nordsee. 
Die verheerenden Sturmfluten des Mittelalters wie die Julianenflut von 1164, die Allerheiligenflut von 1170 und letztlich die Erste Marcellusflut von 1219 brachen in das Gebiet ein, und aus dem Binnengewässer Almere entstand mit der Zuidersee eine große Meeresbucht.

## Historische Bedeutung
Die Vlie war im früheren Mittelalter die historische Grenze zwischen der historischen Landschaft Westfriesland auf dem Festland in der heutigen Provinz Noord-Holland und der Provinz Friesland. Dies geht auf das Großfriesische Reich zurück, das mit dem Fränkischen Reich in Konflikt stand. Die Friesen unter ihrem König Radbod verloren 690 n. Chr. in der Schlacht von Wijk bij Duurstede und mussten den Teil westlich der Vlie an die Franken abtreten. Zwar konnten die Friesen die Gebiete 716 n. Chr. kurzzeitig wieder zurückerobern, mussten aber nach der Schlacht an der Boorne von 734 n. Chr. diese und weitere Gebiete an die Franken abgeben.
Die historische Grenze der Vlie ist auch in der Lex Frisionum, einem der ältesten Gesetzestexte der Friesen, ersichtlich. Die Lex Frisionum galt für nahezu ganz Friesland. Allerdings wurden in ihr verschiedene Regionen unterschieden. Ausdrücklich galt sie für den zentralen Teil Frieslands (ungefähr das Gebiet der heutigen Provinz Friesland in den Niederlanden). Abweichende Regeln wurden an einigen Stellen für zwei benachbarte Gebiete gemacht:
- das Gebiet zwischen den Flüssen Zwin und Vlie (im Süden der Niederlande bzw. im Norden Belgiens) sowie
- das Gebiet zwischen den Flüssen Lauwers und Weser, also ungefähr das Gebiet der heutigen niederländischen Provinz Groningen und Ost-Friesland in Nordwestdeutschland.

Dies belegt eine sehr frühe historische Unterteilung der friesischen Gebiete in ein Kernland und benachbarte Gebiete.
Bis ins frühe 19. Jahrhundert war die Vlie eines der damals vier wichtigsten Seegatte der Niederlande, das heißt der Zufahrten vom Meer zu den Haupthäfen und in die binnenländischen Gewässer (die drei anderen waren die Durchfahrt zwischen Hellevoetsluis und der einstigen Insel Goeree, die Maas-Mündung und das Marsdiep zwischen Texel und Den Helder).